# Jacques Le Lavasseur
Jacques Le Lavasseur was een Frans zeiler.
Le Lavasseur won samen met zijn landgenoot Frédéric Blanchy en de Brit William Exshaw beiden wedstrijden in de 2-3 ton klasse.

## Resultaten

### Olympische Zomerspelen
| Jaar | Plaats | Resultaten                                |
| ---- | ------ | ----------------------------------------- |
| 1900 | Parijs | 2-3 ton wedstrijd 1 · 2-3 ton wedstrijd 2 |